# Mastro di posta

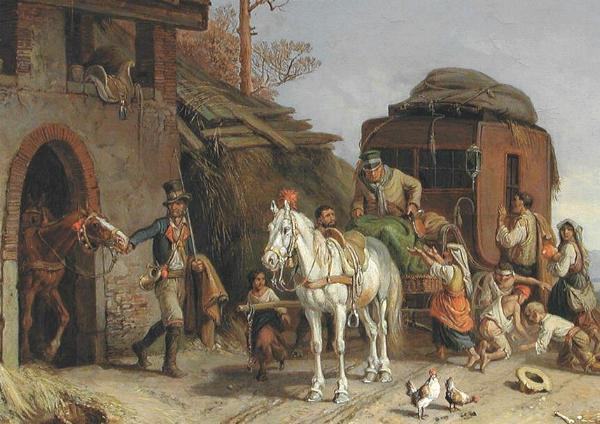
Cambio di cavalli alla stazione di posta

All'epoca della posta a cavallo, il mastro di posta o postiere (francese: maître de poste, inglese: postmaster, tedesco: posthalter, spagnolo: maestro de postas) era il direttore di una stazione di posta e perciò da lui dipendevano sia i postiglioni che gli addetti alle scuderie, sia i cavalli che le vetture.
Sovraintendeva, perciò, al cambio dei cavalli delle diligenze e delle vetture private che viaggiavano "in posta", nonché all'assegnazione dei postiglioni per la posta e per i viaggiatori.
Il mastro di posta non dev'essere confuso con il mastro generale delle poste (in tedesco Postmeister) che era il vertice dell'amministrazione postale negli stati dell'età Moderna.

## Statuto giuridico
I mastri di posta erano dei privati, che spesso svolgevano anche un'altra attività, ad esempio erano anche locandieri.
L'incarico di mastro di posta era conferito mediante lettera patente rilasciata dalla direzione delle Poste.
In teoria la carica non era cedibile, ma accadeva che fosse venduta a terzi. Era poi frequente che la funzione di mastro di posta passasse di padre in figlio o che al marito morto succedesse la vedova.
In considerazione dell'importanza del sistema postale nella società dell'assolutismo, i mastri di posta erano esenti dalle tasse e gabelle, e non potevano essere sottoposti agli obblighi di alloggio militare e alle requisizioni in tempo di guerra.

## Obblighi
I regolamenti postali elencavano gli obblighi dei mastri di posta.
Il primo dovere era quello di tenere a disposizione della Posta e dei viaggiatori il numero di cavalli e di vetture determinato dall'amministrazione delle Poste. I regolamenti indicavano anche come reperire ulteriori cavalcature, nel caso in cui quelle della stazione fossero esaurite.
In secondo luogo i mastri di posta avevano l'obbligo di fornire il cambio di cavalli a chi viaggiava "in posta" o "per cambiatura".
I regolamenti indicavano con precisione quanti cavalli potevano essere attaccati alle carrozze, in proporzione al numero di viaggiatori ed al peso del bagaglio, nonché alla pendenza del percorso.
Corrispettivamente essi avevano il divieto di dare i cavalli a chi non presentasse la prescritta licenza di posta o "bollettone", ossia l'ordine dell'ufficio postale di partenza.

## Nell'arte
Il mastro di posta è il personaggio che dà il titolo a un racconto di Aleksandr Puškin, compreso nella raccolta Le novelle del compianto Ivan Petrovič Belkin.
Dalla novella è stato tratto il film Il postiglione della steppa (Der Postmeister) del 1940.